# Église Saint-Roch de Lesquerde
Pour les articles homonymes, voir église Saint-Roch.
L'église Saint-Roch de Lesquerde est une église romane située à Lesquerde, dans le département français des Pyrénées-Orientales.